# Clelia Bernacchi
Clelia Bernacchi (Milano, 28 dicembre 1910 – Frascati, 24 febbraio 2006) è stata un'attrice e doppiatrice italiana.

## Biografia
È stata molto attiva nella prosa radiofonica dell'EIAR e Rai dall'inizio degli anni '30, sia nelle commedie che nei radiodrammi.
Come attrice è comparsa in una ventina di film dal 1935 al 2001.
Fino alla morte è stata una delle doppiatrici più attive presso la SEFIT-CDC; tra le attrici a cui ha prestato più spesso la voce si ricordano Patricia Neal, Lauren Bacall, Eve Arden ed Alexis Smith.
Ha doppiato anche Frou Frou nel film d'animazione Disney Gli Aristogatti (1970) e la nonna di Peter nella serie animata Heidi (1978).
Inoltre era la seconda moglie dell'attore e doppiatore Cesare Polacco.
È morta il 24 febbraio 2006 all'età di 95 anni. Riposa presso il cimitero del Verano.

## Filmografia

### Cinema
- Amo te sola, regia di Mario Mattoli (1935)
- L'anonima Roylott, regia di Raffaello Matarazzo (1936)
- Sette giorni all'altro mondo, regia di Mario Mattoli (1936)
- Gli ultimi giorni di Pompeo, regia di Mario Mattoli (1937)
- Dora Nelson, regia di Mario Soldati (1939)
- Rosa di sangue (Angélica), regia di Jean Choux (1940)
- L'imprevisto, regia di Giorgio Simonelli (1940)
- L'attore scomparso, regia di Luigi Zampa (1941)
- Il pozzo dei miracoli, regia di Gennaro Righelli (1941)
- È caduta una donna, regia di Alfredo Guarini (1941)
- La fabbrica dell'imprevisto, regia di Jacopo Comin (1942)
- Noi vivi, regia di Goffredo Alessandrini (1942)
- Vite strozzate, regia di Ricky Tognazzi (1996)
- L'arcano incantatore, regia di Pupi Avati (1996)
- Ti amo Maria, regia di Carlo delle Piane (1997)
- Incantesimo napoletano, regia di Luca Miniero e Paolo Genovese (2002)

### Televisione
- Attenzione a domani, di Kenneth Bird, regia di Claudio Fino, trasmessa il 29 novembre 1960.
- La giustizia, di Giuseppe Dessì, regia di Giacomo Colli, 27 novembre 1961.
- La scalata, regia di Vittorio Sindoni -  miniserie TV,  prima puntata (1993)
- Voci notturne, regia di Fabrizio Laurenti - miniserie TV, due puntate (1995)

## Prosa radiofonica
- Fuggiamo, radiodramma di Lucilla Antonelli, trasmesso il 10 febbraio 1933.
- Il dono della notte, di Vittorio Duse, 15 marzo 1933.
- La scommessa, di Eugenio Perego,  2 giugno 1933.
- Mogliettina, di A. Mancini, 16 giugno 1933.
- La regina Sole, di Martinez Sierra,  14 giugno 1935.
- Come sarà, di V. Minnucci,  22 gennaio 1936.
- Il brutto e le belle, di Sabatino Lopez, 29 aprile 1936.
- Bisboccia, di Fausto Maria Martini, 5 maggio 1936.
- Lacrime d’acqua, di Vittorio Minnucci, 2 giugno 1936.
- L’uomo che ha avuto successo, di Rosso di San Secondo, regia di Aldo Silvani, 30 giugno 1936.
- La voce dell’amore, di Andrea Lang, regia di Aldo Silvani, 8 novembre 1936.
- Milizia territoriale, di Aldo De Benedetti, regia di Aldo Silvani, 22 gennaio 1937.
- L'amica delle mogli, di Luigi Pirandello, regia di Aldo Silvani, 27 aprile 1937.
- La Madonnina del Belvento, di Rosso di San Secondo, regia di Aldo Silvani, 11 giugno 1937.
- Il congedo, di Renato Simoni, regia di Aldo Silvani, 30 novembre 1937.
- Partire, di Gherardo Gherardi,  regia di Aldo Silvani, 23 giugno 1938.
- Tornate a Cristo, con paura, composizione drammatica di laudi perugine dei secoli XIII e XIV, regia di Mario Missiroli, 1º novembre 1961.
- L’uomo che incontrò se stesso, di Luigi Antonelli, regia di Ruggero Jacobbi, 16 agosto 1963.
- L’ereditiera, di Ruth e Augustus Goetz, regia di Umberto Benedetto, 7 agosto 1968.
- Succede qualcosa alla vedova Holly, di Tennessee Williams, regia di Giacomo Colli, 7 maggio 1969.
- Prova d’amore, di Fred William Willetts, regia di Umberto Benedetto, 1 febbraio 1971.

## Doppiaggio

### Film cinema
- Lauren Bacall in Il grande sonno, La fuga, L'isola di corallo, Chimere, Le foglie d'oro
- Pamela Blake in Il fuorilegge
- Anne Bancroft in Mi gioco la moglie... a Las Vegas, I gladiatori
- Rose Hobart in La moglie celebre, Peccatrici folli
- Eve Arden in La voce della tortora
- Marilyn Monroe in Una notte sui tetti
- Barbara Bel Geddes in Bandiera gialla
- Kathleen Byron in La regina vergine
- Janis Carter in I diavoli alati
- Joan Collins in La regina delle piramidi
- Ellen Drew in Il cavaliere del deserto
- Joanne Dru in La carovana dei mormoni
- Betty Field in L'uomo del sud
- Gale Page in La bolgia dei vivi
- Betty Grable in Situazione pericolosa
- Virginia Grey in Gli invincibili
- Angela Lansbury in I tre moschettieri
- Margaret Leighton in Missione in Manciuria
- Ida Lupino in Ho baciato una stella
- Marcia Mae Jones in Difendo mia figlia
- Dorothy Malone in Condannato!
- Tsilla Chelton in Zia Angelina
- Jacqueline Delubac in Ecco la felicità
- Maria Kościałkowska in Decalogo 8
- Lizabeth Scott in Solo chi cade può risorgere
- Elizabeth Lawrence in A letto con il nemico
- Ella Raines in Le colline camminano
- Barbara Drew in A qualcuno piace caldo
- Lurene Tuttle in La casa dei nostri sogni
- Ginny Simms in Notte e dì
- Gale Robbins in Non sparare, baciami!
- Jean Speegle Howard in Matilda 6 mitica
- Tamara Lees in La città si difende
- Irene Papas in Le infedeli
- Dina Sassoli in Follie del secolo
- Franca Mazzoni in Mater dolorosa
- Jucci Kellermann in Desiderio
- Maria Jacobini in La donna della montagna
- Enrica Dyrell in Menzogna
- Patrizia Lari in Vortice
- Rina Franchetti in L'angelo bianco
- Anna Campori in Caccia al marito
- Maria Teresa Lebeau in Inviati speciali
- Germaine Montero in Il peccato di Rogelia Sanchez
- Maria Cebotari in Giuseppe Verdi
- Claudia Marti in Nozze di sangue
- Milla Papa in Vertigine
- Ori Monteverdi in I sette peccati
- Maria Dominiani in Senza una donna
- Faye Emerson in Arcipelago in fiamme
- Roberta Haynes in Samoa

### Film d'animazione
- Madre di Tamburino in Bambi (ed. 1948)
- Nonna di Peter in Heidi
- Frou-Frou in Gli Aristogatti

## Prosa teatrale
- I burosauri , di Silvano Ambrogi, regia di Ruggero Jacobbi, prima al Teatro Manzoni di Milano il 30 maggio 1969